# Ites colasi
Ites colasi är en skalbaggsart som beskrevs av Pierre Lepesme 1943. Ites colasi ingår i släktet Ites och familjen långhorningar. Inga underarter finns listade i Catalogue of Life.